# 안식각

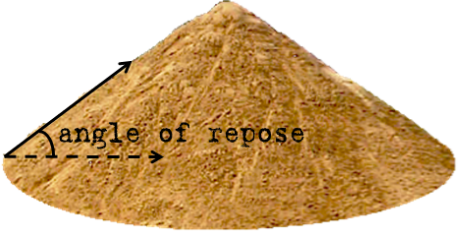
안식각

안식각(angle of repose), 휴식각 또는 임계 안식각(critical angle of repose)은 입상 물질에서 물질이 쓰러지지 않고 쌓일 수 있는 수평면에 대해 가장 가파른 경사각이다. 이 각도에서 경사면의 재료는 미끄러지기 직전이다. 안식각의 범위는 0°에서 90°까지이다. 재료의 형태는 안식각에 영향을 미친다. 매끄럽고 둥근 모래 알갱이는 거칠고 맞물린 모래만큼 가파르게 쌓일 수 없다. 안식각은 용매 첨가에 의해 영향을 받을 수도 있다. 소량의 물이 입자 사이의 간격을 메울 수 있는 경우, 광물 표면에 대한 물의 정전기적 인력은 안식각 및 토양 강도와 같은 관련 양을 증가시킨다.
벌크 입상 재료를 수평 표면에 부으면 원뿔형 더미가 형성된다. 파일 표면과 수평 표면 사이의 내부 각도는 안식각으로 알려져 있으며 입자의 밀도, 표면적 및 모양, 재료의 마찰 계수와 관련이 있다. 안식각이 낮은 재료는 안식각이 높은 재료보다 더 평평한 파일을 형성한다.
이 용어는 역학 (물리학)에서 관련 사용법이 있는데, 여기서 물체가 아래로 미끄러지지 않고 경사면에 놓일 수 있는 최대 각도를 나타낸다. 이 각도는 표면 사이의 정지 마찰 계수 μs의 아크탄젠트와 같다.

## 같이 보기
- 풍식
- 바르한
- 산적화물
- 콘크리트 슬럼프 테스트
- 경사 (지리)
- 중력 사면 이동
- 해구
- 옹벽
- 로터리 킬른
- 분사 (지질학)